# Cherington (Gloucestershire)
Pour les articles homonymes, voir Cherington.
Cherington est une paroisse civile et un village du Gloucestershire, en Angleterre.